# Luis Lorenzo Crespo
|  | Aquest article tracta sobre l'actor madrileny nascut el 1960. Si cerqueu l'actor madrileny nascut el 1943, vegeu «Luis Lorenzo». |

Luis Lorenzo Crespo (Madrid, 24 de juliol de 1960) és un actor i presentador de televisió espanyol.

## Biografia
La seva trajectòria professional s'inicia com a presentador de televisió acompanyant Raffaella Carrá a Hola Rafaella! el magazine que la italiana va conduir a Televisió espanyola entre 1992 i 1994.
Paral·lelament realitza el seu primer treball com a actor davant la càmera a Para Elisa (1993), una sèrie també per a TVE que van protagonitzar Assumpta Serna i Tito Valverde.
Un cop finalitzat el programa de Raffaella Carrà, va acompanyar durant dues temporades Bárbara Rey en un altre programa musical i de varietats Esto es espectáculo (1995-1996).
La seva trajectòria posterior s'ha centrat en la interpretació, intervenint sobretot a la televisió, primer a la sèrie Jacinto Durante, representante (2000) i després formant part del repartiment de diversos culebrots, com Al salir de clase (1998-2002), El secreto (2001), Paraíso (2003) i Obsesión (2005).
També ha participat en altres sèries d'èxit com a Médico de familia (1996), Hospital Central (2000-2008), El comisario (2003-2007), La familia Mata (2007), SMS: Sin miedo a soñar (2008), HKM (2008-2009), Yo soy Bea (2008), La pecera de Eva (2010), Homicidi (2011) i posteriorment a La que se avecina on interpreta esporàdicament Ferrán Barreiros, l'antagonista d'Antonio Recio (Jordi Sánchez).
El 2004 va participar com a concursant a la tercera edició del reality show La selva de los famosos, d'Antena 3. També va presentar a Telecinco durant diverses setmanes el 2002 el programa Desafío final, versió espanyola del reeixit concurs israelià Lauf Al Hamilion (en hebreu לעוף על המיליון) abans que anys després el recuperés Antena 3, juntament amb Arturo Valls i amb el títol ¡Ahora caigo!.
Des del novembre del 2012 fins al 2014 va col·laborar al programa De buena ley de Telecinco com a opinador.
El 27 de maig de 2022 va ser detingut conjuntament amb la seva dona, acusats d'haver enverinat amb metalls pesants una tia de l'esposa de l'actor que va morir el juny de 2021, per així aconseguir la seva herència.